# Sutivanac
Sutivanac je novo naseljeno mjesto u sastavu općine Barban, Istarska županija, Republika Hrvatska.

## Povijest
Kao samostalno naseljeno mjesto Sutivanac postoji od popisa 2011. godine. Nastao je spajanjem bivših naselja Balići II, Cvitići, Dolica, Gorica, Medančići i Varož, koja su ukinuta.

## Stanovništvo
Na popisu stanovništva 2011. godine Sutivanac je imao 347 stanovnika.

| broj stanovnika | 347   | 333   |
|                 | 2011. | 2021. |